# 추세추종전략
추세추종전략(trend following, trend trading)은 기업 펀더멘탈의 기본적 분석 보다는 기업 주식 시장가격의 기술적 분석을 중시하는 투자 전략이다. 제시 리버모어를 "추세매매의 아버지"라고 부른다.

## 정의
"무릎에 사서 어깨에 팔아라"라는 증시 격언을 매우 중요하게 생각한다.

## 고려사항
- 가격: 추세추종의 첫번째 룰은 가격이다. 가장 중요하게 생각한다. 트레이더는 시장에 반응하기만 하며, 시장을 예측하지 않는다.
- 자금관리:
- 위험관리: 손절매는 규칙이다. 제시 리버모어는 10%를 손절매 한도로 제시했다.
- 규칙: 추세추종은 시스템적으로 투자한다. 기업의 펀더멘탈이나 수급은 고려하지 않는다.
- 분산투자: 프로 추세추종의 본질적인 부분이라고 말한다. 제시 리버모어는 손절매와 분산투자를 강조했다.

## 같이 보기
- 리처드 데니스